# Hyacinthe Rigaud
François José Hyacinthe Rigaud OSE (Perpinhão, 18 de julho de 1659 – Paris, 29 de dezembro de 1743) foi um pintor francês de origem catalã, especializado em retratos. Foi o mais proeminente pintor de retratos da corte de Luís XIV da França, reconhecido pela retratação de impressionantes poses e o grande talento em atender aos anseios da realeza, embaixadores, clérigos e cortesãos que contratavam seus serviços. Em 1682, foi galardoado com o Prix de Rome.
As pinturas de Rigaud retratam com grande precisão e semelhança o vestuário e os detalhes do fundo de cena, sendo um documento preciso para estudo da moda e arte de sua época. Sua pintura mais famosa mundialmente é o Retrato de Luís XIV, concluída em 1701 a pedido do próprio monarca, que se encontra atualmente no Louvre. Para Jacques Thuillier, professor do Collège de France, "Hyacinthe Rigaud foi um dos pintores franceses que alcançou maior prestígio como retratista do Antigo Regime, merecendo admiração tanto pela abundância surpreendente de suas obras como por seu constante aperfeiçoamento."
Rigaud é mais conhecido por sua fidelidade à Dinastia Bourbon, cujos membros retratou em suas obras por quatro gerações. A maioria de seus clientes eram provenientes de classes abastadas da sociedade europeia, como nobres, burgueses, comerciantes, banqueiros e ministros de Estado. Além disto, sua vasta obra inclui uma coleção inteira de retratos dos monarcas franceses de 1680 a 1740. Por outro lado, Rigaud também voltou sua atenção a personagens menos destacados da sociedade e temas mais comuns como família, amigos, artistas ou simples comerciantes.
De acordo com o escritor francês Louis Hourticq: "ao morrer, Rigaud deixa uma galeria de grandes personagens com os quais nossa imaginação agora povoa a Galeria dos Espelhos; Rigaud é necessário à glória de Luís XIV e participa dessa influência de um reinado cuja majestade ele estabeleceu". 

## Biografia

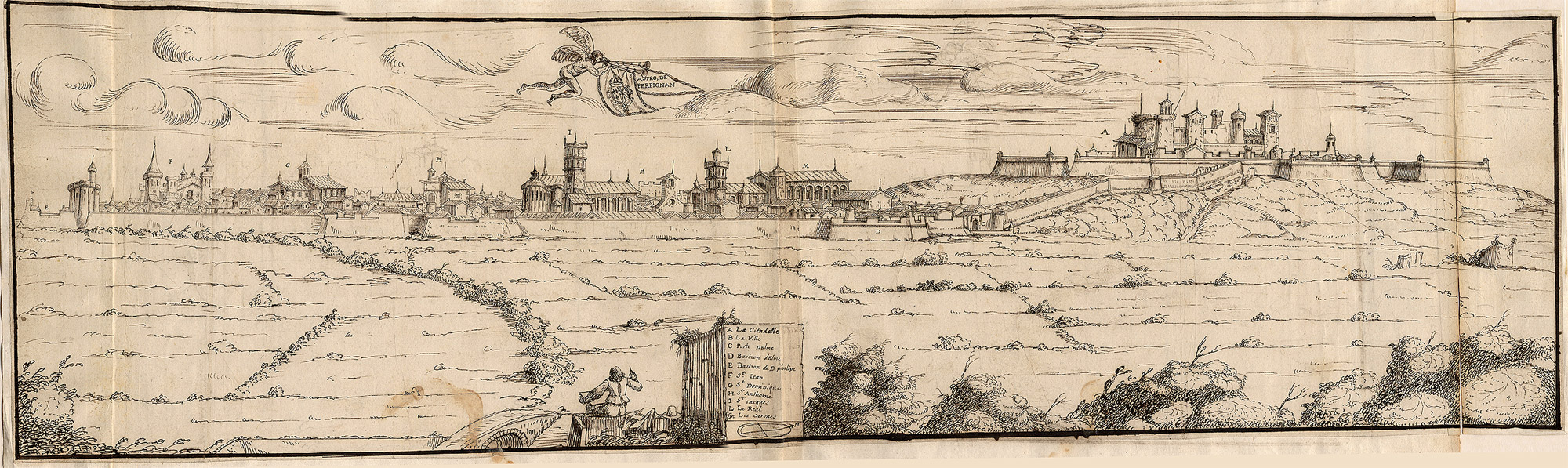
Perpinhão, local de nascimento de Hyacinthe Rigaud, aqui retratada em litografia de 1642.

Nascido como Híacint Mathias Pere Mártir Honrat Andreu Joan Francesc Rigau i Ros em Perpinhão, cidade espanhola, em seguida, uma vez que ainda pertencia ao domínio do Conde de Barcelona, e domínio francês aconteceu em 7 de novembro de 1659 pelo Tratado dos Pirenéus, logo após o nascimento.

### Contexto e ascendência
"Jyacintho Rigau 'Grand Siècle entra em seu nome catalão, no entanto, impôs na fonte da antiga catedral Saint-Jean-Baptiste de Perpignan julho em 20, 1659. Nascido dois dias antes da rua da Porte d'Assaut, Rigaud ainda não francês porque o Roussillon e Cerdanya não foram anexados pela França senão em 7 de novembro, graças ao Tratado dos Pirenéus, que põe fim às lutas entre França e os Habsburgos da Espanha a partir de 1635 e concluindo com o casamento de Luís XIV com a Infanta Maria Teresa de Espanha.
O pai de Hyacinthe, Josep Pere Ramon Matias Rigau, alfaiate na freguesia de Saint-Jean de Perpignan, "um pintor", descende de uma linhagem de artistas bem conhecidos na bacia Perpignan ter trabalhado na decoração de vários santuários e outros obras de uso litúrgico, alguns de cujos restos sobreviveram Palau del Vidre, Perpignan, Montalba d'Amélie, Joch. O avô, Jacinto grande e, especialmente, o pai deste último, Honorato menor, exercido entre 1570 e 1630, provavelmente ambos os douradores e pintores, como encontrado em alguns llibres Moltas tocants impressões de suas oficinas e da arte da pintura e altres cosettes, com são pinzeils coquilles e pintura. "
Enquanto trabalhava, desde 1560, a escola de Saint-Eloi de sua cidade, a 22 de novembro, 1630 Jacinto melhor parte, como representante da guilda de pintores e douradores e, juntamente com outros ourives e colegas, na elaboração de estatutos e Anais da Faculdade de Saint-Luc da cidade catalã. A menor é creditado Honorato A canonização de San Jacinto, anteriormente no convento dominicano de Perpignan e atualmente Joch, o santuário da Igreja de Palau-del-Vidre eo retábulo de Montalba, perto Amélie-les-Bains . Seu pai é cobrado com o retábulo de Saint-Ferréol, na igreja de Saint-Jacques de Perpignan, anteriormente no convento dos Mínimos. Como Honorato maior, será o privilégio de ter executado as pinturas do retábulo da igreja de São João Evangelista, em Peyrestortes.
A 13 março de 1647, o pai de Hyacinthe, Matias Rigau, Faget Teresa se casa com a filha de um carpinteiro. Ao ficar viúvo logo depois, decidiram se casar novamente em 20 de dezembro de 1655 para Maria Serra, filha de um comerciante de Perpignan teares. Em 1665 comprou uma casa "no carrer de las Casas Cremades" rue de l'Incendie atual perto da catedral e do pensionista de uma área Bompas vinha. Por seu segundo casamento, também é dono de uma casa na Place de l'Huile, vende rapidamente.

### Começo do aprendizado
Para justificar os talentos formidáveis do retrato futuro de Louis XIV, é frequentemente assumido que o jovem tinha feito um estágio inicial com uma das figuras emblemáticas da pintura catalã do tempo, Guerra Antoni. A qualidade relativa das obras deste artista não encontrar nele as chaves do que a aprendizagem, apesar de seu filho, Guerra Antoni 'o Jovem', pegue a pintura abaixo fórmulas estabelecidas por Rigaud, como em seu retrato do coronel Albert Manuel, recentemente adquirida pelo museu Hyacinthe Rigaud em Perpignan. O inventário feito após a morte do jovem Guerra demonstra, no entanto, a existência de ligações entre essas famílias de pintores, exemplos: "portret Rang du Sieur de Montpellier em Ovalle" Antoine Ranc provavelmente porque Jean já tinha sido estabelecida em Paris , e "sur papier portrets deux du Sieur Rigaud l'un peintre et l'autre avec leurs de damoiselle Quadres Dores Rigaud." A questão que se coloca é saber se é ou Gaspard Hyacinthe. E o "damoiselle» Rigaud é dificilmente identificável.
Com a morte de seu pai, em 1669, "Jyacintho Rigau", cujo nome afrancesado como "Hyacinthe Rigaud" está prestes a aparecer, é confiado pela mãe aos cuidados de Carcassonne Pierre Chypolt Gilder. Os arquivos do departamento de Pyrénées-Orientales ainda mantêm contratos de aprendizagem celebrados entre estas e Maria Serra. O contrato explica o grande conhecimento do comércio de dourador, que o futuro vai provar Rigaud em várias ocasiões, inclusive em correspondência com o Marquês Gaspard de Gueidan, Aix-en-Provence, durante os anos de 1720-1730.
Enquanto a história que Rigaud foi o protegido de um Earl hipotético de Ros, que teria levado o agregado "Rigaud y Ros 'é descartada, o abrégé de la vie du peintre, escrito em 1716 por Henry Van Hulst acadêmico honorário , é a mais confiável. Este sex ... foi escrito para agradar os desejos do grão-duque da Toscana, Cosimo III de 'Medici, que queria ter uma biografia detalhada de cada artista cuja auto possuído.
Neste testemunho direto, não sem aproximações, não há nenhuma menção a educação como um pintor antes da marcha de Rigaud de Montpellier, em 1675. Antes dessa data, a profissão de seu pai provavelmente constitui o olho do jovem Hyacinthe envolto em ciência, composição e cores. Embora seja difícil atribuir aos primeiros trabalhos Hyacinthe Rigaud, principalmente catalão, sem dúvida, com o tempo poderia ter sido encomendado por um santuário ou outros murais. No entanto, Daniel Gronström, sujeitos do Rei da Suécia e um de seus representantes em Paris, parece reduzir essa diversificação, quando em 1693, ele escreveu a Nicodemus Tessin "o Moço", o arquiteto dos edifícios do rei Carlos XI ", diz que ele é capaz de tectos pintados, stands, etc., mas fez pouco ".

## Carreira
A evidência mais antiga, incluindo as biografias atribuído a si mesmo Rigaud, falar, portanto, o transporte jovem artista a Montpellier em 1671, após a morte de seu pai. Apesar da presença de um forte corporativismo em Perpignan, em torno de Carcassonne Hyacinthe aprendizagem e parece ter desenvolvido um talento eloquente o suficiente para deixar de entrar na Academia de São Lucas, na cidade onde seu avô oficiado:
Isso expressa, em 1745, Antoine d'Argenville Dezallier em abrégé de la vie des mais fameux peintres, repetindo, de fato, as palavras da biografia emitido por Rigaud em 1716 em si.
Embora Rigaud contrato de aprendizagem não foi encontrado, é provável que, por ser menor de idade, foi instalado em Paul Pezet, segundo as regras da época em Roussillon ", o aluno recebe hospedagem e alimentação em casa professor, embora, por vezes, custos de alimentos continuam a ser a expensas da família. Durante o treinamento, o aluno é proibido de trabalhar em outra pintura municípios estúdio de Roussillon e Cerdanya, e deve compensar o dia quando você está doente ou ausente ".
Embora Pezet, que não sabe hoje, mas a Pieta certificado em Mont-Louis, parece ter desenvolvido o talento suficiente para formar o estilo do jovem aprendiz, é a sua coleção de pinturas de mestres flamengos que provavelmente começa olho Hyacinthe. Alegadamente, não recebe o seu conhecimento formidável da pintura de Van Dyck e Rubens, mas Sébastien Bourdon: "Van Dyck foi por algum tempo o seu único guia. Ele copiou sem parar, não dessa forma irrisório servil que são muitos os exemplos, mas como o homem que já foi, o Sr. Collin de Vermont é capaz de fornecer a prova do que eu digo aqui. Ele tem várias dessas cópias, com esse talento, uma vez feita pelo Sr. Rigaud, que reconhece toda a inteligência e até mesmo todo o fogo e o bem para fazer o grande mestre na tentativa de aprofundar. "
Montpellier e figura emblemática do francês do século XVII, Sebastien Bourdon está entre os artistas privilegiados da primeira coleção de Rigaud em 1703 e necessariamente aparece no inventário de produtos fabricados em 1744 após a sua morte. Hyacinthe, além de ter um auto-retrato de Bourdon dispostos em 1734 para a Academia Real, após a adição de um revestimento, feito em 1730 um desenho magnífico no gravador de caixa ajuda par Laurent Cars em sua recepção na Academia três anos mais tarde.
Montpellier O mundo da arte naquela época muito ativa. Assim, por exemplo, Zueil Jans, que trabalhou entre 1647 e 1658, chamado de "o francês", embora originalmente de Bruxelas e estilo grande imitador de Rubens e Van Dyck, trouxe Monpellier conhecimento de técnicas de pintura nórdicos. Casado com a irmã de Samuel Boissiere Montpellier pintor, é conhecido por suas divergências com Sébastien Bourdon. Zueil é íntimo Antoine Ranc "o Velho", "mais pintor professor" e muito apegado a regras cerimoniais da cidade de Languedoc. Embora a passagem de Hyacinthe pelo estudo Ranc não é formalmente credenciado, o recente surgimento de um auto-retrato de Rigaud chamado "casaco azul", dedicado em 1696 para Antoine Ranc, tende a provar os laços de amizade que os uniam. Também nesse tempo Jean Ranc, futuro filho de Catalão, dá seus primeiros passos ao longo de uma bem estabelecida Rigaud Paris. Há, finalmente, um suposto retrato de Antoine Ranc feito pelo catalão também pode revelar a formação inicial no estúdio do pintor de Montpellier.
Na hora da partida de Hyacinthe Rigaud de Lyon, quatro anos após a sua chegada em Montpellier, Ranc teria exclamado: "A natureza nunca Captare como você, com tanta precisão, nunca tente tão habilmente. Você foi meu aluno e você vai ser meu professor, lembre-se esta profecia! ».
Se, com boa vontade, pode dar crédito esta citação das Petites Affiches 1776, precisa ser mais crítica de uma possível aprendizagem Rigaud com Henri Verdier que, dada a sua biografia, ele poderia ser considerado mais como um colega de Rigaud . Assim, é fácil imaginar os dois jovens artistas a sair, por acordo, para tentar a sorte na capital da Gália, naquele ano de 1675.

### Seu mandato em Lyon
Infelizmente, poucos foram capazes de materiais de arquivo revelam atividade Rigaud em Lyon. No entanto, sabe-se que, por tradição, os artistas Montpellier sempre mantiveram laços estreitos com aquela cidade, como Samuel Boissiere, que foi formado em Lyon. A identidade dos futuros modelos pintados por Rigaud também comprova também que trabalhou ativamente para servir os mercadores têxteis da cidade, cujo florescimento tinha fornecido benefícios substanciais.
Embora não seja mostrado nos registros até 1681, data de instalação do artista em Paris, é provável que esses retratos chamados de "juventude" são retroativos, como Antoine Domergue, conselheiro do rei, coletor de impostos e inspetor do provincial geral Lyon, ou o "Sr. Sarazin de Leão", um membro da famosa dinastia de banqueiros de origem suíça. Além disso, o retrato pintado em 1687 por Jean de Brunenc, seda comerciante, banqueiro e cônsul do Lyon, tem todos os ingredientes que mais tarde Rigaud famoso.
Em sua tese sobre gravadores Drevet originários da região de Lyon, Gilberte Levallois-Clavel foi recentemente esclarecido parte dos laços especiais que ligavam e Pierre Rigaud Drevet, a amizade que se materializou em 1700 na criação de um esplêndido retrato Rigaud o gravador, no qual ele representava a si mesmo.
Em 1681, quando Hyacinthe Rigaud escolhe Paris para prosseguir uma carreira, e estabelece uma reputação entre a clientela local, a fama se espalhou para a Suíça e, acima de tudo, Aix-en-Provence. Concluir Drevet ser convencido por também pego em Paris.

### Primórdios: Chegando em Paris
Este trecho da Correspondance des Directeurs de l'Académie de France à Rome, de 5 de Setembro, 1682, resume em si os primórdios da jovem artista em Paris. Instalado na paróquia de Saint-Eustache, na Rue Neuve des Petits-Champs, um bairro privilegiado cheio de artistas, pintores, douradores, gravadores, músicos, editores, fabricantes de instrumentos e marceneiros, Rigaud rapidamente coloca suas atenções para o Real Academia de Pintura e Escultura. Um imperativo para qualquer pintor que querem reconhecimento e, acima de tudo, o credenciamento necessário para exercer a profissão de advogado, a Academia, em breve abrir as suas portas para Catalão.
Anteriormente, Hyacinthe Rigaud é apresentada para obter o Prix de Rome, o que permitiu ir a Roma para estudar os mestres italianos e, portanto, formado nas técnicas mais difíceis. A partir de 04 de abril de 1682, Rigaud devem trabalhar "na presença exercice des Officiers em um dessein donne sur un sujet sur le champ".
Este "Bâtiment da cidade de Enoque, fils d'Adam", muito raro na história do Prix de Rome, tinha sido tratado no ano anterior por Raymond Lafage, artista que conheci Rigaud definitivamente em seu caminho através de Lyon. Na verdade, depois de sua viagem à Itália, LAFAGE retorna à França, Aix-en-Provence, onde um futuro modelo de Catalão, o membro do Parlamento de Provence, Jean-Baptiste de Boyer d'Eguilles, encomendou uma série de doze desenhos de temas mitológicos.
O zelo e talento, e confirmada, o futuro retratista fazer a Assembléia Academy decide considerar, em 5 de setembro, que "Jacinte Rigaut" merece o primeiro prémio de pintura. Recebo cinco dias depois de o ministro de Luís XIV Jean Baptiste Colbert, e parece que Hyacinthe já estabeleceu uma relação com o primeiro pintor do rei, Charles Le Brun.
Charles Le Brun, que já admira as obras do jovem catalão, espontaneamente impedi-lo de fazer a jornada espiritual de Roma, que o prêmio oferecido, a fim de ser dedicado a retratos, pintura de gênero mais lucrativo do que histórico, mais honrosa. Rigaud sentidos sucesso e "joga" a um mercado lucrativo que em breve revolucionar. Seus clientes, artistas e fortuna burguesa apreciar imediatamente a verdade dos cursos de acabamento que o artista propõe uma espécie de "fotografia" dos rostos, muitas vezes demasiado idealizadas até à data. Rigaud combina rapidamente essa semelhança perturbadora para o conhecimento das texturas e cores, tanto assim que muitos vão confessar ter que tocar a tela para perceber que as sedas e outras peças não eram reais, mas simplesmente pintadas.
Então disse d'Argenville, cliente pintor. Veludos, cetins, tafetá, rendas, peruca e, acima de tudo, com as mãos ... Tudo foi maravilhoso, até o ponto de que muitos foram contemporâneos elogiou: "Rigaud não é menos sábio na arte de drapeados, os trajes pints de sua escolha e mudança, engana-se a um a partir da web, e você poderia dizer que Gautier é fornecido, brilhante, na porta da loja, "ele entrou em êxtase sobre o abade de Villard.

### Primeiros pedidos
Embora não seja coberto na Academia até 5 de agosto de 1684, a 26 do mesmo mês é oficial Rigaud encomendou suas duas obras de renda, ou seja, honorários de conselheiro retratos de Henri de La Chapelle-Bessé, morreu em 1693, e escultor Martin Van den Bogaert, chamado de "Desjardins", a ser entregue no prazo de seis meses. Como muitos de seus colegas, catalão, sobrecarregados e não cumprir os prazos. Embora seja utilizada como pretexto a dificuldade de chegar a La Chapelle número adequado de poleiro, a morte deste último permite clarear o seu trabalho e se envolver em efígie Desjardins, famoso autor da decoração da cúpula dos Invalides e muitas mansões Paris. Mas Rigaud decide representá-lo por um de seus marcos: o memorial da Paz de Nijmegen, erguido na Place des Victoires, em Paris, e para o qual Desjardins esplêndidos relevos esculpidos e quatro cativos bronze espetacular para o pedestal o monumento, agora no Louvre. Testemunhe a "sincera amizade que havia entre eles," de acordo com Rigaud se, neste quadro, mas será o primeiro de uma série de três grandes composições 'andares', juntamente com o retrato da esposa de Desjardins, Marie Cadenne e do filho naturalmente, Jacques Desjardins, inspetor de edifícios do rei em Marly.
Enquanto isso, Rigaud incide sobre indivíduos. Apesar de ainda ser difícil de identificar com segurança os primeiros clientes do artista, alguns dos mais famosos vêm a ele rapidamente. O gravador de Orleans nativa, Charles Simonneau "major" em 1681, segue-se, no ano seguinte, o primo de Madame de Sévigné, o Marquês Emmanuel-Philippe de Coulanges, você paga £ 33 ainda soma modesta para um busto simples, rapidamente seguido pelo bispo de Avranches, Pierre-Daniel Huet. Mas acima de tudo, os membros de uma família famosa de parlamentares são seus modelos de maior prestígio dos primeiros anos. The Mole, provenientes de Troyes, são uma das mais famosas casas do parlamento nobreza de Paris, herdeira de um próspero comércio de tecidos, desde meados do século XV. Com sede em Paris, no século XVI, fazem parte da nobreza de suas posições no parlamento desde 1537, e deve a sua origem a Mathieu Molé, o primeiro presidente durante a Fronda, e mais tarde garde des Sceaux. Naquele ano, 1682, Rigaud pinta o retrato de Jean Mole, morreu repentinamente em 06 de agosto de 1682, Senhor do Lassy e Champlatreux, presidente do parlamento de Paris, em troca de £ 44. Aumento adicional do mesmo ano, por sua filha, Louise Bétauld de Chemault: £ 88. No ano seguinte, o filho de Jean, Louis Molé, que sucedeu seu pai no parlamento, tem que pagar 100 libras. Curadores do Rei, magistrados e conselheiros, muitas vezes provenientes de Normandia, Borgonha e Sabóia, ir para Rigaud ao passar por Paris para alguns negócios, a prova da crescente fama do pintor.
Em 1692, assim como os membros da comunidade de pintores e escultores de Paris, o artista "professa a sua arte com grande sucesso" e emprega dois assistentes. Como prova desta história de sucesso, há um pequeno emergente sobre uma de suas pinturas da juventude.
Podemos supor que ele pintou o retrato das Matheron joalheiro, graças às histórias de Hendrick Van Hulst e Dezallier d'Argenville. Este quanto a história da seguinte forma: "Alguns retratos começou sua reputação, seu primeiro trabalho foi um retrato de uma Materon, joalheiro, ele fez na sua primeira versão no estilo de Van Dyck. Este retrato passada para o filho e neto do joalheiro. Este último, querendo se certificar de que estava em Rigaud, que o levou a isso. Pelo nome de Materon, Rigaud reconhecido o seu trabalho: O chefe disse, poderia ser Van Dyck, mas os tecidos não são dignos de Rigaud e quero pintá-los de graça ". Van Hulst refere-se, sem dúvida, para a edição d'Argenville quando você tenta corrigir 'retrato gesto Materon que estão em Rigaud vida impresso, ainda que em um pouco desfigurada. " Como penhor de boa-fé, afirma: "Ao restaurar esse gesto em toda a sua simplicidade, como eu sei de um Mr. Rigaud, esta indicação, mas não receber brilhar."
De acordo com o segundo, Matheron filho estava convencido de que o retrato de seu avô tinha sido feito por Van Dyck e, como tal, apresentou-o ao catalão: "Rigaud primeiro pensei que ele estava brincando, e disse: Estou feliz. O outro respondeu com aspecto sério: O que, senhor? Eu acho que eu não acho que de Van Dyck. Rigaud respondeu: Não, porque ele é meu, e eu mesmo não estou muito feliz com o terno, e eu quero ajustá-lo para torná-lo mais de acordo com o chefe do que é ". Prosper Dorbec em 1905, certamente inspirado d'Hulst Argenville e confirma a existência de caixa: "Em 1732, o pintor voltou com uma das mais belas obras que, aparentemente, têm sido capazes de ver: uma grande representação de a Mr. Matheron, joalheiro, que tinha pintado 49 anos antes e que tinha que ser uma de suas obras favoritas. "
Mas começa o ano de 1695 e Rigaud sente a necessidade de voltar ao Roussillon.

### 1695: volta para Perpignan
Voltando a biografia do artista, Dezallier d'Argenville confirma que uma das principais razões para a sua grande viagem Rigaud, 1695 foi para pintar o retrato de sua mãe: "Ele pintou em várias poses, e fez esculpir, pelo famoso Coysevox, seu busto em mármore, que era toda a sua vida o ornamento de seu estudo. "Em seu primeiro testamento, com data de 30 de maio de 1707, o artista eo esplêndido mármore deverá ser legada para o Dauphin, eventualmente, legou a Academia e, portanto, sua presença no Louvre eo retrato em que os dois perfis incluem Maria Serra essa é a grafia correta em Catalão doados para Hyacinthe, filho mais velho de seu irmão Gaspard.
Na verdade, Rigaud pintou uma segunda pintura, trazendo para três o poses apresentado Coysevox. É um oval preservada em uma coleção particular, copiado por Géricault e objeto Drevet uma bela gravura. Também leva à lona retrato de sua irmã Claire, acompanhada do marido e de sua primeira filha.
Mas o ano de 1695 também é a produção de dois magníficos expiant Cristo sur la Croix, claramente influenciada pelo flamenco, testemunhos preciosos da incursão rara Rigaud no campo chamado "pintura histórica" ou "grande estilo". A primeira versão dá-lo para sua mãe, que, na morte, para legar a Grande convento agostiniano de Perpignan, enquanto o outro é doado, em 1722, o convento dos dominicanos em sua cidade natal.
Na primavera de 1696, Hyacinthe Rigaud está de volta em Paris, onde ele dedicou um de seus retratos mais importantes daquele ano. O duque de Saint-Simon pediu para pintar Armand Jean Le Bouthillier de Rance, abade de La Trappe, graças a um subterfúgio inteligente que se tornou famoso na história da pintura.

### Honras
No entanto, o breve retorno de Rigaud Perpignan permite que as autoridades da cidade para homenagear um cidadão cujas obras agora invadir o reino na forma de cópias ou impressões. Para François catalão cônsules Cavallier, Langlade Trobat Faust, Thomas Cante, gesso ou Sauveur François Vigo, Hyacinthe Rigaud é um embaixador inesperada de sua província com o rei, há uma janela para cuidar. Assim, de acordo com um antigo privilégio concedido pela rainha Maria de Aragão em 18 de agosto de 1449 e credenciado pelos Grão-Mestres da Ordem de Malta, a cidade de Perpignan retém o direito exclusivo para enobrecer seus cidadãos. Portanto, a jun 17, 1709 os cônsules-se Rigaud dar o título de "Cidadão de Perpignan Noble e todas as honras, direitos e privilégios a esse título." Desde então, Hyacinthe Rigaud este título frequentemente utilizado sucessivamente confirmado por Luís XIV e Luís XV, cujos pergaminhos aparecer no inventário póstumo realizado em 1744.
A patente real, como comissão chefiada pelo Marechal d'Estrées autorizando examinar Sr. Hyacinthe Rigaud títulos e, se suficiente, nomear Cavaleiro da Ordem de Saint Michel", datada de 22 de julho de 1727, permite que o Catalão carregar a cruz da Ordem de São Miguel, para não mencionar adicionar assinaturas nas cópias de suas obras: "feitas por Hyacinthe Rigaud, Cavaleiro da Ordem de São Miguel."
Como qualquer artista que quer viver a sua profissão, para chegar a Paris Rigaud tem que se curvar às regras corporativas e formalizar sua situação. No entanto, o conselho de Le Brun, primeiro pintor do rei, que, aparentemente, tinha visto seu talento muito cedo, levar os jovens a aproveitar a mania atual para retratos e leva para se juntar a mais alta instituição oficial para um artista: a Academia Real de Pintura e Escultura.
Digite a 5 de agosto de 1684. A tradição é esta: o pretendente apresenta as principais, diretores e professores para exercer algumas de suas obras, que são julgados por isso, desta maneira, o artista é "admitido" no retrato ou pintura pintura chamada "histórico ". Aqui, o júri, após deliberar, atribuída ao candidato dois problemas que, no caso do retrato, são frequentemente ex académicos ou corrente. Proces-se dizer verbaux de l'Académie, no próximo 26 de agosto, que "a empresa encomendou Mr. Hyacinthe Rigault, o tema dos retratos que fazem para o seu rendimento, o Sr. de la Chapelle e Mr. Desjardins e para esse fim deu aviso prévio de seis meses. ".
Impondo o famoso Louis XIV revogou o Édito de Nantes, 18 out 1685, pintor Rigaud é definido como "acadêmica" no ato de batismo de um Hyacinthe Claude Rousseau "filho de Bernard Rousseau, júri mestre e Cirurgião Cirurgião Rei pelo Tribunal e pelo Conselho de Sua Majestade e Nourisset Marie, sua esposa, na intersecção de l'Escole ', que é patrocinadora ... Mas já em 1 de março de 1687 "O Senhor Rigaut, tendo exposto as dificuldades que a empresa teve que fazer um retrato do Sr. De La Chapelle, ela foi condenada a terminar o retrato do Sr. Des Jardins, que já tinha foi condenada, enquanto solicitado Mr. De La Chapelle por um pouco de tempo e, quando o retrato de Mons Des Jardins é feito, submetê-lo à Companhia, para o qual é dado prazo de um mês. " Dois meses depois, ele foi designado como examinadores de seu trabalho para François Girardon escultor e pintor Jean Jouvenet, dois futuros e fiéis amigos do jovem estudante, e novamente encontramos menção no inventário de 1744.
Em 1688, ano em que Monsieur Rigaud tintas Des Jardins, o corpo agosto novamente queixam-se de atrasos nos nossos indisciplinados ordens catalães já sobrecarregados ao ponto que o próprio Mignard, dois anos depois, quando ele se torna o primeiro pintor do rei, tem de intervir para acalmar os interessados enfurecido. Além disso, a 05 março de 1689 o relatório da Academia julgou que "no que diz respeito ao Sr. Clérion e Rigault, que não foram arquivados, deve ser informado de novo para relatar pessoalmente pelo atraso."

### 1700: o funcionário
Com a perda do precioso benefício de uma competição de prestígio para ganhar brilhantemente seu amigo Largillière, Rigaud desaparece dos registros da Academia, mas seu estudo adquire um aumento substancial. Aparecem os primeiros membros da família real e da nobreza, e, finalmente, a 11 outubro de 1692 recebe a visita de um oficial de justiça inevitável do Châtelet e os guardas e comunidade júris pintores e escultores de Paris para regularizada.
Na verdade, estes últimos se queixam de "ilegalidade" em que Rigaud exercícios sem ter regularizado sua situação na Academia e "Sua Majestade humildemente protestando que o número extraordinário de pessoas que professam a pintura em Paris, sem qualquer qualidade e danos consideráveis que esta arte pode sofrer peticionários forçados a prosseguir com a aplicação do regulamento ". Rigaud, aparentemente, não responder ", mas com arrogância insuportável e orgulho." No entanto, a 18 de novembro o julgamento do Châtelet é declarado nulo pelo reitor da Cidade.
Em 02 de janeiro de 1700, o artista apresentou na Academia finalmente "para entrar como um acadêmico, e exibe suas obras, que são dois retratos de M. Des Jardins em poses diferentes. A Companhia estabeleceu a sua apresentação e, depois de ter julgado que uma de suas pinturas podem servir para a entrada, e também sabendo o mérito de que o Sr. Rigault, não só talento, mas também retratos da história, a partir do momento em que ele suporta no gênero de história, com a promessa feita logo fornecer uma imagem do último tipo, e fez o juramento para o Sr. De la Fosse, diretor, presidente hoje. Ele também foi premiado este pecuniária ". Significativa é a expressão "em breve", eles serão obrigados ... 42 anos para esta parte da história vem para a Academia.
A 24 de julho de 1702, a vaga de assistente de professores permite Rigaud ser nomeado para o cargo no lugar do pintor Claude Guy Hallé. Em 28 de setembro os seguintes anos testemunha a entrada na Academia de seu amigo Pierre Drevet gravador, e sábado 29 de dezembro Academia oferece uma centena de cópias de seu retrato gravado "foram distribuídos aos Srs. Oficiais acadêmicos e presente, uma série de cinqüenta e seis, e o restante permanece na Academy: quarenta e quatro. "
De Rigaud, em seguida, sobe rapidamente os últimos passos de glória dentro da instituição. Seus retratos são tão bem sucedidos, eles lembram os dois modelos, que são muitas vezes escolhidos como tema para os convites para recepções ou como um presente. Assim, em 28 de fevereiro de 1722, Pierre Drevet Academy apresenta a efígie de Robert de Cotte, primeiro arquiteto do rei, depois de um original por Rigaud ", que foi ordenada por deliberação da Academia de 27 de Agosto de 1700 sete, cuja execução foi interrompida por motivos particulares, e como já doou para a Academia como um presente um retrato do Sr. Le Brun, gravada por Mr. Edelinq, o Sr. Largillière ocasião original de sua renda, empresa achou por bem dar o ferro, que é concedido por uma graça especial, executando o Office chuck centenas de cópias a serem retidos na Academia, a que se comprometeu. Quanto ao retrato de Lord De Costa, tem proporcionado a ferro e cem exemplares, que foram distribuídos entre os membros da Academia, que o ferro deve permanecer na Academia. "
Na verdade, Drevet, admitido na Academia de 22 de setembro de 1703, faz a sua entrada em 27 agosto de 1707, com retratos de Robert de Cotte e Madame de Nemours, no original de Rigaud, mas não entregues até 1722 . Catalão não termina até 1713 arquiteto retrato, o que explica o atraso na execução da gravura. Por ocasião da venda após a morte de Gérard Edelinck em 1707, Drevet tinha adquirido o retrato placa de cobre original do Le Brun feita por Largillière e transcritas pela ferramenta de gravação gravador flamengo, e propõe-se a Academia de esperar e aceitar que o ferro "como garantia."
Durante os anos 1715-1720, Hyacinthe Rigaud, sobrecarregados e doentes e, às vezes, muitas vezes, pede desculpas à instituição agosto não pode exercer as suas funções como professor. A 10 de janeiro de 1733, foi eleito vice-presidente, e mais tarde, quando em 21 de novembro, o pintor Louis morre Boullongne, assume o cargo de chanceler no próximo dia 28. Aproveite a oportunidade para tentar uma reforma dos estatutos da Academia, propondo a atribuição de "o endereço para o Senado como um meio de preservar a união sempre foi na Academia, para que cada Diretor ser Reitor em sua área."
Finalmente, em 05 de fevereiro de 1735 Rigaud renunciar todas as acusações, "tendo tomado esta decisão depois de pesar cuidadosamente as circunstâncias, a Companhia anunciou com tanta firmeza que por sua vez é irrevogável." Resta, no entanto, em muito bons termos com a Academia até sua morte, ea 26 de maio, 1742, finalmente fez seu rendimento do trabalho como pintor de história.

### Salon de 1704
Como professor adjunto, Hyacinthe Rigaud exposto no Salão de acadêmicos mais de uma dúzia de retratos recentes de produção e das mais belas, como armadura de Luís XIV, Filipe V, o Delfim, sua mãe e sua irmão, mas também o menos conhecido do jansenista Jean-Baptiste de Santeul, o poeta Jean de La Fontaine e três figuras dos profetas: a Santo André, a São Pedro e São Paulo. O impacto é enorme e as ordens que flui em todos os lugares. Esses anos são a glória e os modelos de maior prestígio.
O retrato de seu fiel amigo e escultor Antoine Coysevox, apresentado na sala, também tem a honra de ser escolhido como uma obra de Lyon gravador de renda Jean Audran, em 27 de setembro do mesmo ano. Exposição irá juntar-se os retratos de Beignier abade de Madame Bouret, nascida Marie-Anne Chopin de Montigny, dos condes de Revel e Evreux, o bispo de Perpignan, Flamenville, pintores La Fosse e Mignard, o escultor Desjardins, Etienne de Lieutaud, amigo do pintor, a bela Madame de La Ravoye, o conde de Pontchartrain, um auto-retrato, retratos de Gedeon Berbier du Metz, Lamet Léonard, pároco de Saint-Eustache, e, finalmente, de Pierre Gillet.
Um autor anônimo, e certamente admirador fervoroso de Hyacinthe Rigaud, felizmente, deixou um testemunho inestimável para essa afirmação, uma espécie de liber veritatis do pintor catalão, acompanhada de algumas telas não expostos. Cuidadosamente escrevi todas as pinturas expostas em setenta e quatro folhas que um caderninho velino-bound. Nele são descritas de forma muito breve retratos com lápis preto e giz branco, acompanhadas de notas valiosas sobre as cores, feitos com caneta e tinta marrom em cada retrato. Ao lado do retrato de Madame de La Ravoye para Pomona também figura retrato de Luís XIV com uma armadura em sua versão do Prado. Há também uma representação de Susanna no banho de Jean-Baptiste Santerre e do sacrifício de Abraão por Antoine Coypel, que no entanto não estavam presentes na sala.
Apesar da tristeza causada pela morte repentina de seu irmão, o 28 de março de 1705, Hyacinthe Rigaud trabalha incansavelmente pela primeira vez, em fevereiro de 1707, examinando alguns de seus colegas contas Academy elaborado pelo tesoureiro em exercício, René-Antoine Houasse. Em 30 de maio daquele ano, os primeiros rascunhos de seus nove vontades e aditamentos.

### Clientela
Desde o início da criação de seu estúdio, localizado na praça das Vitórias em Paris, Hyacinthe Rigaud viu passar por um grande número de clientes, de peixarias simples nobres mais ilustres.

### Artistas
Pinta várias figuras proeminentes do mundo da arte, como um velho amigo Desjardins escultores que farão três retratos sucessivos, Girardon e Coysevox, pintores Joseph Parrocel, La Fosse e Mignard, arquitetos de Cotte, Hardouin-Mansart e Gabriel .. . Poetas não ficam muito atrás, como La Fontaine e Boileau. Os prelados procurá-lo, também. Cardeal Fleury Rigaud pediu duas vezes e Bossuet, e os arcebispos e bispos mais influentes insistir, gastando quantidades desproporcionais de dinheiro.

## Rigaud e o tribunal
Hyacinthe Rigaud goza de uma carreira brilhante, ea riqueza resultante, em grande parte graças a seus retratos de membros da família real e da corte. Nem dúvida se orgulhar dela e usar essa reputação quando você tem que implorar para Louis XV, que irá aumentar a sua pensão no crepúsculo de sua vida, "Depois de ter tido a honra de pintar as três maiores Mundial Reyes, Luis XIV , Louis XV, eo rei da Espanha, e do falecido Lord único irmão do falecido rei e dama, e todos os príncipes de seu sangue até a quarta geração, em linha directa, Luis XIIII, monsenhor o Dauphin, monsenhor o duque de segundo Dolphin eo rei da Borgonha ".
Poucos pintores tinham, como Rigaud, a suprema honra de seguir a genealogia real tão fielmente, como uma espécie de vingança, talvez, para não ser nomeado "primeiro pintor do rei" com a morte de Le Brun em 1690, como se relaciona Marquês de Dangeau: "O rei deu Mr. Mignard todas as acusações tiveram Le Brun, ea chanceler da Academia de pintores, e Diretor do fabrica des Gobelins, isso vai envolver 10 ou £ 15.000 de renda.
Desde 1688, todos os altos oficiais militares, marechais, bispos, arcebispos, quintas gestores, ministros, comissários provinciais, parlamentares e outros dignitários da França posar para o artista, pelo menos uma vez. Apesar de vir de seus concorrentes diretos, como Largillière o Troy, estes modelos sei que eles exibem em suas salas de aula um trabalho de saída Rigaud escova dá um certo prestígio. O artista entra em contato com a casa de Orleans, quando em 1683 pinta um busto de Alexis-Henri de Chatillon, que "tinha feito sua fortuna com destaque para Monsieur casa, que gradualmente se tornou o primeiro cavalheiro câmera", de acordo Saint-Simon. Três anos mais tarde é a vez do Superintendente de Finanças da casa, Joachim Seiglières, senhor de Boisfranc. Com apenas trinta, Hyacinthe Rigaud observou parece ter o suficiente em lugares altos para ir para casa, o irmão do rei, senhor, em 1688. Esta homenagem é cedo para dar frutos, porque o próximo ano retratando seu antecessor, Filipe II, o então duque de Chartres e futuro governante da França. Podemos dizer, sem dúvida, que a partir daquele momento Rigaud põe os pés na quadra definitivamente: "O exemplo dos príncipes foi seguido por toda a corte, ea quantidade de soberanos e senhores que pintou-o a ser reconhecido como um pintor de tribunal. Parece que o céu quer que os grandes pintores pintar apenas os heróis, e não ter nascido ao mesmo tempo. "
Além disso, no mesmo ano 1689, Anna Maria Luisa de Orleans, duquesa de Montpensier, conhecido como "La Grande Mademoiselle", primo do rei, desembolsa implacável pelos £ 540 necessários para uma Rigaud busto simples, preço relativamente razoável orçamento que tinha herdado de sua mãe, uma fortuna considerável. O ramo dos Bourbons nos braços alcance da arte catalã. Henry III de Bourbon-Condé, conhecido como "Monsieur le Prince," um descendente direto do Grande Condé, o artista faz chegar a Versalhes para pintar seu filho, Louis III de Bourbon-Condé, "Monsieur le Duc." A irmã, Maria Teresa de Bourbon-Condé, é pintado em 1691 em troca de £ 352 e 10 centavos, enquanto sua prima Maria Anna de política de Bourbon, chamado de "Mademoiselle de Blois", posa para Rigaud em 1706 com o título de "Viúva Princesa de Conti." Assim, estabelecendo uma certa "propaganda nacional."
Além de condes, marqueses, príncipes e duquesas de corte a multidão elite às portas do pintor, a produção deve ser observado, em 1691, de um enigmático 'Coppie du Roy "por 188 libras.
Agora, três anos depois, os livros abundam nas indicações cópias de um grande retrato de Louis XIV de trabalho. Portanto, é provável que, naquela época, o artista teve que copiar o rosto do rei de uma pintura criada entre 1691 e 1692 por Charles-François Poerson. É um grande sucesso, tendo em conta o número de prestigiados patrocinadores que se esforçam para obter cópias por vezes chegar a 600 quilos. Um ano antes, Louis Alexandre de Bourbon, conde de Toulouse, instrui um busto simples por menos de metade desse montante. Em 1708, ele repetiu a operação, mas desta vez com um final muito mais ambicioso, representando-a uma marina e mediante o pagamento de 1200 libras.
Seguindo os passos do ambiente do Duque de Orleans e o primeiro membro de sua família, o próprio Luís XIV instrui o catalão seu retrato oficial em 1694, como evidenciado pelo número de cópias naquele ano. No entanto, o original não está nos livros de contas do pintor.
Mas é certamente o ano de 1697, que permite reafirmar o sucesso Hyacinthe Rigaud Retrato realização filho de Luís XIV, o chamado "Grande Delfim". Sua representação como armadura militar segurando um bastão é tão bem sucedida que muitos personagens que escolhem, por sua própria efígie, uma imitação dessa posição. O Grande Delfim coloca em primeiro plano no site do Phillipsburg, desenvolvido por Joseph Parrocel composição, colaborador Rigaud e especialista em conflitos militares.
Dos três filhos de Grande Delfim, o Duque de Berry não é apenas na "galeria de verdade» produzido pelo estúdio. Seu filho mais velho, Louis de France, duque de Borgonha, Versailles Rigaud recebe entre 1703 e 1704 para ser representado como o chefe dos exércitos no local de Nijmegen, novamente Joseph Parrocel lida com batalha de fundo. O irmão de Louis de France, duque de Anjou, tornar-se o rei da Espanha, em 16 de novembro de 1700 por um acordo de sucessões, tem de deixar a França. Louis XIV, que querem manter a memória de seu neto, então acho que um retratista cujo talento cativou o tribunal para imortalizar a sua imagem, por sua vez, responde aos desejos de Filipe V que quer o retrato de seu avô:
£ 12.000 foi pago naquela ocasião por três frames.

## O Tríptico de Luís XV
Três retratos sucessivos de Luís XV deixou o Rigaud escova. Muito excepcional em seu contexto, por vezes, em um convencional pose, apesar de já não ampliar seu papel como o rei do reino. Podemos seguir a evolução dos traços do jovem monarca antes de seu amor pela intimidade explodi-lo para retratos mais modestos, mais de acordo com o seu amor de família e salões íntimos.
Em setembro de 1715, em seu estúdio, poucos dias após a morte de Luís XIV teve lugar a 01 de setembro daquele ano, Hyacinthe Rigaud termina para desenhar as características do jovem Luís XV, que posou para ele em Versailles pouco antes, a pedido do regente. Por uma ordem escrita datada de 18 de agosto de 1716, o jovem rei indica o prior de Saint-Denis para fornecer o artista os ornamentos reais preservados na abadia, para que você possa completar o retrato no silêncio de seu estudo. O Nouveau Mercure de France junho 1717 ecoa o sucesso deste retrato: "O retrato do rei que o Sr. Rigaud começou em setembro de 1715, que terminou há poucos dias, foi apresentado pelo pintor famoso em 7 de junho de 1717 o Senhor Duke Regent. No dia 10, ele foi levado para a Sua Majestade, que parecia muito feliz em tê-lo em seu gabinete, ele é muito bonito e mostra uma forte semelhança. "Todos os 24 exemplares encomendados pela administração dos edifícios do Rei entre 1716 e 1721, em várias formas , atestam o sucesso dessa pintura, extremamente virtuosa e verdadeiramente comovente de uma criança cuja beleza é universalmente reconhecido.
A grande soma de £ 8.000 que recebe este fim o Rigaud dobrado em 1721 para um segundo retrato do monarca, em que o jovem rei, de pé, hierático desafia a memória de seu antepassado. A sua localização em Madrid é explicado pelo fato de que o trabalho foi concebido para ser enviado à Espanha encomendado pela Philip V. Na verdade, apesar do curto guerra de 1719 entre os dois países, França e Espanha decidiram juntar-se a um acordo assinado em 01 de abril de 1721. Assim, o novo retrato do jovem Luís XV se destina a selar o acordo. Luís XV é 11 anos de idade e sua prima, Mariana Victoria dois. Enquanto Marshal Villeroy sugere o rei chorosa boa vontade consente a união, o tipo Regent 20 de setembro de 1721 a Filipe V e Isabel Farnésio de notificar a aceitação de que, finalmente, vai ser de curta duração. Mas os pintores da corte tinha antecipado esta falha comemora o compromisso de criar inúmeros retratos dos dois prometido. Além disso, o rei da Espanha instrui o estudo de uma cópia do retrato de corpo inteiro de seu avô, Louis XIV, para 4000 quilos e seu pai, o Delfim, por 1.000 libras. A caixa artista enche rapidamente, porque os outros modelos têm a oportunidade de solicitar os seus serviços, como Don Patricio Laulès Briaen, o embaixador de Espanha em França a partir de abril 1720 a março de 1725 e, nessa qualidade, a cargo da aliança entre os dois estados com uma visão para o futuro casamento real.
Quando Rigaud é solicitada novamente pelo tribunal, em 1727, pediu calma £ 15.000 que fomentará a criação do terceiro retrato de Louis XV em real vestuário. "Tenho entendido que o Sr. Rigaud está retratando o rei e que Sua Majestade tem sido gentil o suficiente para conceder o seu tempo", Nicholas Vleughels reflete em uma carta para o duque de Antin, datada de 07 de abril de 1729. Além disso, o artista tinha abordado o vestido, juntamente com o fundo, no verão de 1729, como evidenciado pelo selo da carta de 25 de Junho para o prior de Saint-Denis Rigaud emprestar encomendar as insígnias reais para jogar no retrato .

## Realeza europeia
Com o desaparecimento do velho rei e do advento da Regência, a produção de Rigaud não descer. Com o advento do Duque de Orleans, que toma as rédeas do poder durante a menoridade do futuro Louis XV, e demonstrou um gosto inegável para artistas italianos e novos talentos nacionais, Rigaud se concentra mais sobre os indivíduos ea nobreza . Sua aura e reputação fazer seu estudo também passam pela maioria dos embaixadores europeus, como o enigmático "Mr. Milord ", em 1681, ou Henning Meyer, conde de Meyercron, Dinamarca embaixador, o conde Carl-Gustaf Bielke, o embaixador da Suécia, o Brignole, embaixadores da República de Génova, ou Dominique-André, Conde de Kaunitz, embaixador da Áustria . Mas esta lista não é de forma exaustiva.
Claro, os príncipes estrangeiros que estão a fazer o seu "Tour Grand" iniciático também querem levar uma lembrança da França e, especialmente, o seu retrato por Rigaud. Já em 1691, o herdeiro do trono da Dinamarca, Frederico IV, ordenou seu retorno por um salário de 470 libras, antes de voltar para o estúdio do artista, dois anos depois. Ele se tornaria rei em 1699 e sua estada em França foi discutido por Saint-Simon:
Quando Luís XIV morreu, diplomacia europeia está em pleno andamento em Paris e Versailles, muito marcado pela política agressiva do velho rei que multiplicou contatos com ambos os seus aliados e seus inimigos. Tratados, acordos e trocas entre as nações são desfilaram pela redução do número de diplomatas que felizmente iluminar seus bolsos Rigaud. Assim, como um prelúdio para a criação do retrato do rei Carlos XII da Suécia, em 1715, o ministro plenipotenciário já tinha sido através do melhor retrato do lugar. Erik Axelsson Sparre, Conde de Sundby, brilhante tenente-general no comando do regimento é sueco, "Le Royal Suédois" do 1694-1714, e novamente solicitou Rigaud em 1698 e 1717. Rei da Suécia de 1697, Charles XII não tinha tempo para ir para Paris. Caráter único e muitas vezes controverso, solteiro até sua morte, passou 18 anos a partir de 21 anos de seu reinado lutando no exterior. Não ter a oportunidade de trabalhar na casa do rei in vivo, Rigaud foi inspirado por uma tabela existente, fornecido pelo Barão Sparre e assinatura no verso da tela: ". Pintado por Hyacinthe Rigaud em Paris, 1715" O autor da pintura que o inspira, realizada em 1712 no Bender, na Turquia, antes de ser enviado para o tribunal da Suécia, era o irmão do Barão, General Axel Sparre. Cópia Rigaud, então, o rosto do soberano e do "vestido" com uma fórmula típica de seu estudo repetido em inúmeros retratos de soldados franceses.
Nesse mesmo ano de 1715 é particularmente fecunda para Hyacinthe Rigaud. O herdeiro de Augusto "o forte", o rei da Polônia, então sob o nome de Augusto II, viajou para Paris. O eleitor, futuro Augusto III, está retratando Length ", com um grande manto real cravejado insígnia da Ordem do Elefante da Dinamarca, ladeado por um Hussar vestido Moor". Além das £ 4.000 necessários para este trabalho, Rigaud recebe um bônus, algumas medalhas comemorativas e um grande prêmio.
Em 1713 é Madame, Monsieur segunda esposa e mãe do Regente, que pediu o seu retrato, o único considerado como tendo uma semelhança, como ela relata em uma carta a sua irmã, a raugraf Louise: "Já joguei assim bem que é incrível, você vê, querida Louise, como eu envelheci. " O retrato também como King:

## Estudo
Após esses sucessos, o alvorecer da Era da Iluminação que favoreça a liberdade de criação e a privacidade familiar, retrato doméstico torna-se o objeto da representação. Temos que nos apressar. Rapidamente esmagada por ordens, Hyacinthe Rigaud, que já tem problemas no cumprimento das suas obrigações contratuais com a Academia, você tem de se rodear de artistas especializados em ambas as flores como nas paisagens. Os livros de contabilidade do artista, escrupulosamente realizada durante todo o período de seu famoso estudo que reuniu artistas de renome como Joseph Parrocel, seu irmão Gaspar ou Belin de Fontenay, especializado em cenas de batalha ou flores testemunhar sua produção em massa até o final de sua vida. Incansavelmente, e vítima de seu sucesso, Rigaud nonstop responde à crescente demanda.

## Colaboradores
Artistas frequentemente modestos, completamente desconhecido hoje, trabalhar com um professor cuja bondade já é famoso na sociedade e, por vezes, oferece acomodações. Assim, desde 1694, sabemos da presença de Verly, Joseph Christophe, Jacques Mélingue, o gravador Claude Leroy, Nattier, Barthélémy e Hérault.
Todo este equipamento requer Hyacinthe Rigaud para aumentar suas áreas de trabalho ou renegociar o preço da casa: "Conheço bem organizada pelo seiscentos francos, e para o mesmo apartamento Ordenei £ 4000 quando saí por essa razão , não pude deixar de ficar em outro lugar por menos de mil escudos ". Assim, de 1692-1732 tem diferentes direções, mas sempre na margem direita, entre a Place des Victoires, rue Louis-Le-Grand, a Rue de la Feuillade ou Neuve-des-Petits-Champs, para nomear alguns. Com o inventário póstumo, sabemos agora que 12 de julho de 1732, um contrato particular de arrendamento com Jean Lafontaine filho do rei seleiro, para £ 1.600 por ano para o aluguel de seis salas no mezanino, onze no primeiro andar e uma no sótão de uma mansão privada localizada entre as ruas Louis-le-Grand e Neuve-des-Capucines), ou seja, dezoito quartos no total.
Estudos estão instalados na ala esquerda: uma ante-sala reservada para os hóspedes, uma sala bem iluminada usado como um estudo, um grande armário equipado com três pedaços menores e comunicada e uma vida "Pinturas", que abriga a coleção pessoal de Rigaud. O contrato de arrendamento foi renovado por seis anos, 15 de dezembro de 1734 e após o 23 de julho de 1740.
O ano de 1695, a data das grandes embaixadas de Versalhes após acordos entre Saboia e França nos nove anos de guerra, que dobra o número de assistentes de estúdio para atender a crescente demanda. Dupré se junta à equipe, juntamente com o irmão Rigaud, Gaspard e François Taraval. No ano seguinte, veio Siez, o pintor de batalhas Joseph Parrocel, Jean Le Gros e Jean Ranc.
Então, em 1697, ano de produção do retrato do Dauphin, o professor contrata Joost Van Oudenaarde, a flor pintor Jean-Baptiste Belin de Fontenay, que se juntou a Robert Tournières e Adrien Le Prieur, em 1698, e Viénot Huilliot flores especialista Pierre-Nicolas em 1699, David Le Clerc e François Bailleul em 1700, Fontaine em 1701, um ano após Menard, em seguida, de Delaunay, Antoine Monnoyer, especializada em flores e Alexandre-François Desportes pintar alguns animais, mas também retratos.
Estes especialistas são adicionados ao Hendrick Van Limborg armadura e batalhas, Monmorency para desenhos, Nicolas Lecomte, Louis-René de Vialy, Charles Sevin de Penaye, um dos ajudantes de professores mais fiéis e, finalmente, Pierre Bénevault.
A questão do autógrafo aparência Rigaud obras muitas vezes levantou e ainda levanta. Enquanto nós temos exemplos suficientes para mostrar que Rigaud é tão capaz de pintar um rosto, transcrever exemplar uma semelhança como a sublimar a mão ou dar vida a um tecido, para que possamos dar alma a uma flor, acenda uma céu crepuscular ou inventar uma cena bíblica. Simplesmente, ao longo do tempo delegou alguns parceiros de confiança para copiar a tarefa pesada e executar, bem como se o brilho de uma armadura ou o brilho suave de um tecido. Iniciantes ou veteranos, esses artistas são responsáveis por 'vestido' a cara descrito por Rigaud em um famoso molho vermelho.

## Casamentos
Em 1703, Hyacinthe Rigaud é de 44 anos de idade. Nunca pensei em casamento, ou muito pouco. Na manhã de 17 de Maio de 1703, antes do meio-dia, aborda Prouvaires Street, não muito longe da Rue Neuve-des-Petits-Champs, onde vive, na paróquia de Saint-Eustache. Lá ele encontra com o notário Nicolas-Charles de Beauvais em Marie-Catherine de Chastillon, filha de um advogado no Parlamento, e é a assinatura de um contrato de casamento. Uma vez que o registo conservado nos arquivos nacionais mencionou a amizade que os cônjuges têm um pelo outro, continua a ser difícil explicar porque o contrato é finalmente quebrado em 23 de Novembro seguinte, ou sete meses depois, sem o casamento foi consumado.
No entanto, testemunhas Rigaud eram pessoas de alto prestígio, todos os clientes Artist: Marechal de França Anne-Jules, Duque de Noailles, Jean-Baptiste Colbert, marquês de Torcy, e Jules Hardouin-Mansart. Rigaud deveria transmitir a sua nascente fortuna pensamento, que foi estabelecido no anexo ao contrato de casamento, e atingiu cerca de £ 79.000. A especulação sobre a propriedade da comunidade. Senhorita Chastillon só fornece £ 35.000 em vários aluguéis. O artista não evocar biografias projeto já abortado, que atesta apenas um retrato, agora perdido.
Vários fatores explicam o seu verdadeiro casamento, 17 de maio, 1710, com Elisabeth de Gouy, mãe de uma filha e viúva de Jean Le juiz, administrador no Grande Conselho.
Na verdade, Rigaud e conhecer os pais de sua futura esposa desde 1694. Em 20 de setembro do mesmo ano, o artista passa pelo estudo do mestre Martin Combes, na rua Bourg-Tibourg, na paróquia de Saint-Paul, a fim de legalizar a compra "de um terreno no campo consistindo de uma casa cheia com seus pertences e unidades, todas localizadas em Vaux Rua Pelles "e pertencente desde 1683 a Jérôme Gouy, comerciante de Paris, e Marguerite Mallet, sua esposa.
Em 1698, Rigaud oferece Gouy seus respectivos cônjuges retratos e no ano seguinte começa o retrato da família Le Juge: Jean Le juge, Gouy Elizabeth e sua filha, Marguerite-Charlotte Le Juge de Coudray, que termina seus dias ' Herbiers na aldeia, freguesia de Saint-Pierre, na Baixa Poitou, diocese de Luzon ", como indicado no capítulo 11 do arrêté de compte de l'exécution testamentaire privativa Rigaud, datada de 06 de fevereiro de 1747.
Embora a data da morte de Jean Le juiz não é totalmente compreendido, parece ter desaparecido o ano de 1706, a data em que a cópia Rigaud se uma segunda versão do retrato anterior, também assinado e datado na tela, abaixo à direita . Hyacinthe Rigaud casado Elisabeth de Gouy ", por seus méritos pessoais" e regime de separação de bens. A jovem viúva não tem nada, exceto algumas roupas contidos em um armário e que em 1744 irá cair nas mãos de sua filha. Sabemos que a partir do inventário póstumo do artista, que "doou a esta senhora, sua esposa, £ 1.200 anuidade de £ 1.200 e os efeitos da herança do referido Sr. Rigaud após sua morte e mobiliário acima.
15 de março de 1743, o vasto chão da rua Louis-le-Grand, Élisabeth Gouy morre em uma idade de aproximadamente 75 anos. Ela está enterrada no jacobinos 'rue Saint-Dominique, na presença de Hyacinthe Collin de Vermont, afilhado Rigaud, e Louis Billeheu, advogado e executor. Rigaud, doente e, em poucos anos, não pode comparecer.
Mais uma vez, a história de Dezallier d'Argenville lança luz sobre o aspecto atormentado e trágico do ano 1743:
Hyacinthe Rigaud também era conhecido em sua época por suas dificuldades de fala, um problema que facilmente lhe permitiu pintar o abade de La Trappe, em 1696. Enquanto em 1698 o embaixador Antes chamado de artista como "o ladino Rygault gago ', Princesa Palatine, em um de seus 1.713 letras francesas, confessa:" Há um pintor aqui, Rigo, que gagueja tão terrivelmente que precisa de um quarto de hora para cada palavra. Cante a perfeição e, quando ele canta, não gagueja em tudo. "
Agradável e boa companhia, Hyacinthe Rigaud deixou quase cinco retratos oficiais. Ele era um homem de bom gosto, colecionador e empresário astuto. Exposição Dresden ou le rêve des príncipes, realizado em Dijon em 2001, mostrou como Rigaud agiu como intermediário no mercado de arte europeu, comprando à frente, sentindo o mercado, a venda e fornecimento, em seguida, os tribunais mais prestigiado. Em seu catálogo raisonné des tableaux du Roy avec de la vie des abrégé peintres, desde 1752-1754, bem atestada Lepicie:
Extremamente dedicado, como evidenciado por sua biblioteca, metade dela é composta de livros piedosos, Rigaud também estava obcecado com a ideia de salvação, sem dúvida, o legado de sua mãe, um membro da Ordem Terceira de São Domingos. Existem as vontades inúmeras preâmbulos para provar isso. Assim, no quarto, datado domingo 16 junho de 1726, "graças a Deus eu nasci no seio da igreja romana, por sua graça, promete morrer nele, ele elogia a sua alma e pede perdão com toda a sinceridade de seu coração por seus pecados e implora para não ser julgado de acordo com o rigor de sua justiça, mas pela amplitude da sua misericórdia, e partícipe dos efeitos da sua bondade e amor, que os sinais tão vivas nos deu a reencarnação de nosso Redentor Jesus Cristo, seu único filho, e do derramamento do precioso sangue do Filho, Deus e homem, e nosso mediador amado na árvore da cruz por todos os pecadores, invocando a intercessão da Santíssima Virgem e todos abençoados. "certamente uma fórmula comum, mas tomado aqui ao paroxismo.

## Prole
Investigações recentes revelam hoje genealógica permitir descendentes indiretos do grande pintor, um que era o herdeiro universal de sua propriedade. Em particular, as famílias e Conill Xaupí ainda existem na França e Santo Domingo.
Hyacinthe Rigaud não tinha filhos, apesar de seu casamento com Isabel de Gouy, que por sua vez teve um de seu primeiro casamento. Então, todo o seu amor virou-se para seus sobrinhos. Da união entre Maria e Matthew Rigau Serra nasceu três filhos: Hyacinthe, Gaspard e Claire. Encontre os descendentes dos dois últimos herança Rigaud em 1744, parcialmente materializada bens do inventário do artista:
A filha mais nova, Claire Marie Madeleine Géronime, nascido em 1663. Em 1679 ele se casou com Joan Lafita, conhecido como "Jean Lafitte" conselheiro do rei e oficial de justiça real, em Perpignan, morreu em 1737. Parece que Claire morreu muito em breve, uma vez que o primeiro testamento de Rigaud de 30 de maio de 1707 mencionado como "tarde senhorita Claire Rigaud, irmã." No entanto, dar à luz a três filhas:
A mais velha, Maria, casou-se em setembro 1703 com François Conill, boticário de Perpignan. Vemos isso no magnífico retrato triplo chamado "Lafitte Família» pintado por Rigaud em 1695 e agora preservados no Louvre, tendo sido legada ao rei pelo artista. Embora pareça que Conill François se casou novamente após a morte de Marie, por volta de 1715, os três filhos que teve com sua primeira esposa foram abordados por nosso pintor, como £ 3000 para ser distribuído entre eles. O primeiro nome de seu pai François, continuar o negócio que era em 1745 nas ruas dos Cordeliers em Perpignan, na paróquia de Saint-Mathieu. Philippe Antoine Hyacinthe Mathias, nascido em 28 de outubro 1743, o primeiro filho de seu casamento com a senhorita Viola, também recebem uma herança de R $ 1.000, de acordo com um segundo aditamento a 27 de dezembro daquele ano, atraídos por seu tio e morrendo avô. Seu segundo filho, Joseph François, emigrou outro lado do Atlântico, até a ilha de Santo Domingo, onde a 24 outubro de 1782 casou-se com Marie Louise Desvarieux, filha de Jean-Baptiste e Marie Louise Ladoux. François Xavier Léger foi o segundo e em 1742 havia recebido "mais de um terço que deveria pertencer aos £ 3.000, disse testador legou por Conill disse que os três filhos." Capitão da milícia, encontramos a 26 de novembro de 1744 em Croix-des-Bouquets, na ilha de Santo Domingo, e se casou com a viúva Marie-Anne Caradeuc, nascido 08 de novembro de 1713 e filha de Jean-Baptiste , o Sr. de la Montagne açúcar de Santo Domingo, e Anne Villeroy. Anne-Marie disse que os quatro filhos de seu primeiro casamento quinto filho de Xavier Conill. O último, também chamado de Hyacinthe, novo pintor afilhado, abraçar uma carreira militar como sargento no Regimento Real de Artilharia, o Batalhão Pombeck, empresa Figeac.
Segunda filha-Lafitta de Claire Rigaud, chamado Hyacinta como seu tio e padrinho, casou-se em 1715 com o Sr. Nicolas Lanquina, comerciante e mais tarde cobrador de impostos do rei, na cidade de Collioure. Ambos ainda estavam vivendo em Collioure em 1744 ", na rua ao lado da praça da igreja paroquial de Nossa Senhora dos Anjos".
Finalmente, a terceira, Teresa casou em 1726 com Joseph Antoine Xaupí, que sucedeu seu pai no verdadeiro xerife sobre Perpignan. Em 1738, ele é mencionado como viúva ainda vivia em 1744 em frente à Marché au Ble, na freguesia de Notre-Dame-de-la-Real, em Perpignan.
Xaupí Teresa e sua irmã, Hyacinta Lanquina, serão os dois herdeiros universais de um terço dos ativos da Rigaud o outro terço é para a esposa do pintor Jean Ranc, incluindo especialmente a maior parte da prata do pintor, o resultado da venda de móveis, "dinheiro, jóias, títulos, papéis e outros efeitos da hereditariedade."
Gaspard Rigaud, nascido 01 de junho de 1661, seguindo os passos de seu irmão mais velho. Instalado na rua Montmartre com sua esposa, serve como um retratista da pequena burguesia parisiense claramente imitando o estilo de seu irmão. Até 1695 Gaspard não aparece ao lado de seu irmão mais velho nos livros de contas, escrupulosamente colaboradores liderados por Hyacinthe Rigaud. A 30 de julho de 1701 é apresentado para a Academia Real de Pintura e Escultura e recebeu, a título de comissão para a entrada, retratos de "Senhores Raon e filho Coypel". Infelizmente, você não vai ter tempo para fazer o seu desejo morre desde 28 de março de 1705.
Encontramos seus filhos nas nove vontades desenhado Hyacinthe Rigaud ao longo de sua vida e, é claro, no inventário de bens de 1744. Até agora não foi possível encontrar um retrato de Gaspard, apesar de mencionar a imagem do jovem no inventário de seu irmão, eventualmente, legou à esposa de Jean Ranc e cujas páginas se referem a assuntos genealógicos.

## Fortuna
O 14 de março de 1744, quando o comissário Chatelet, em Paris, Louis-Jérôme Daminois, entra no apartamento do falecido, após o grande ante-sala com vista para a rue Louis-le-Grand, e quebrado novamente selos porta para proceder ao inventário encontra apenas alguns objetos de valor pertencentes a Elisabeth de Gouy: uma caixa de agulhas de tricô estofados contendo amostras de seda. No mezanino utilizado como armazenamento, apenas uma caixa quadrada coberta com couro preto, que também contém pedaços de seda para diversos fins. Na véspera do quarto de sua esposa, o oficial e seus assistentes abriu um armário de madeira decorado com fios de cobre enegrecido mostrando não mais do que algumas peças de roupa que eventualmente serão enviados para abaixar Poitou, casa de Marguerite-Charlotte Le juge, único herdeiro de sua mãe. Finalmente, uma das pequenas gavetas decoradas também serviu como seguro temporário para armazenar algumas jóias de ouro também estão espalhados aqui e ali em outras gavetas.
Mas a fortuna pessoal de Rigaud é muito diferente: consiste no catálogo de sua propriedade, avaliado no momento de seu contrato de casamento de 1703, a própria produção de suas pinturas e preços, ea estimativa de inventário póstumo para venda e dissolução. Ariane James-Sarazin, que tomou a informações e análises que seguem neste capítulo sobre as fortunas de Rigaud, diz que em 1703 tinha acumulado cerca de 180.000 libras em caixas, o que parece muito pouco em comparação com os 500.000 que deixa a sua morte. Ao mesmo habilidades como pintor e sua actividade remunerada deve ser adicionado como um membro da Royal Academy, onde ele acabou sendo presidente e diretor, bem como os diferentes edifícios de pensão rei concedidos, ou seja, £ 2.200. Hyacinthe Rigaud não sei se imóveis retido porque o campo Vaux ele tinha comprado em 1694 para seu futuro sogros foi vendido rapidamente Pierre Meriel, seda tintureiro, 28 de março de 1703. Pensa-se que a partir dessa data a propriedade pessoal do artista vão de cerca de 20.000 a £ 68.000, quantia considerável em comparação com £ 19.590 da fortuna de um Largillière. De cerca de £ 16.922 de propostas para a venda de bens Rigaud 29 de abril de 1744, exceto para a de prata e objetos legada por vontade, Luis Billeheu, executor da vontade de Rigaud, obteve uma soma de £ 30.514, sete sous seis negadores ", para o preço da venda por Mr. Boisse, leiloeiro, móveis, pinturas, estampas, bronzes e outros efeitos móveis que não foram aprovadas, excluindo taxas de vedação, processamento e venda." Este testar alguns colecionadores ganância ea especulação sobre tela provavelmente sobrevalorizada.
Mas a execução do estudo é caro e há muita procura. Rigaud não hesita em cometer e pagar o aluguel para garantir uma boa renda. A renda, quase o dobro de um contrato normal, ser adicionado o custo de seus servos, seu cozinheiro catalão, Anna Maria, viúva do irmão Joseph, empregada doméstica de sua esposa, Marie Madeleine Desjambes e dois manobristas, Antoine Sauvageot , chamado de 'Champagne', secretário de Rigaud, e Claude Geoffroy. Mas a partir de 1703-1743, receitas, ativos e pensões de Hyacinthe Rigaud vão de £ 12.735 por ano para 8686. Sim é superior ao limiar de 5000, que corresponde à riqueza, mas trem vida do artista contorna o excesso. Na sua morte, Rigaud tem um capital, em geral, aproximadamente igual à de seu amigo, o escultor François Girardon. Isso não impede que o rei abertamente reclamar o rigor do "sistema de Direito" e as conseqüências diretas da queda do financista John Law.
Se considerarmos apenas a descrição de sua própria coleção, feita em 1703, e os testemunhos da época, sabemos que Hyacinthe Rigaud foi um colecionador especialista. Composta seus fundos pinturas francês, italiano e Nordic escola, juntamente com os seus próprios originais e cópias. Acrescente a isso o conteúdo de seu apartamento no inventário póstumo recolhido e, posteriormente, na venda feita em 1761 após a morte de seu afilhado, Collin de Vermont, fundos herdados de seu estudo padrinho.

## O "Van Dyck" Francês
Estes elogios, expressa em novembro 1744 por um afilhado grato a seu tio que acabou de morrer, testemunham a grande fama de Hyacinthe Rigaud e Anton Van Dyck imitador. D'Argenville vai ainda mais a entrada de admitir que "a França perdeu o Van Dyck, na pessoa de Hyacinthe Rigaud."

## "O catalão aproxima-se do britânico"
Aproveitando-se da popularidade de seus retratos extraordinários na França no início do século XVIII, Hyacinthe Rigaud logo afirmou sua experiência em Lyon com os comerciantes de tecidos e texturas de estudo obtido na oficina de seu pai. Ao rejeitar a representação idealizada tradicional das características de um modelo, rapidamente imitou a elegância dos retratos flamengos e Inglês por Van Dyck, muitos de cujos trabalhos foram por  ele coletados e copiados.
Assim, em sua sexta prova 29 de setembro de 1735, Rigaud lega seu afilhado uma "cópia de pintura de Van Dyck, representando o Príncipe Palatino e seu irmão Prince Rupert, cujo original é o Rei". Este é provavelmente o melhor exemplo de homenagem ao seu artista flamengo mestre. Este retrato de Carlos I Luís do Palatinado e seu irmão Rupert, sobrinho de Charles I tinha sido vendida em 1672 para Louis XIV pelo famoso banqueiro Everhard Jabach virar cliente Rigaud.
Talvez em 1682, quando pintou o retrato de Charles de La Fosse, quando o coletor sabe Hyacinthe Rigaud flamenco. Este foi, de fato, um grande amante de Van Dyck e foi um dos professores da Academia Rigaud e um dos juízes que a ele o Prêmio de Roma em outubro 1682 premiados, "Mr. de Lafosse era muito experiente e foi favor de Rubens e Van Dyck, que, como ele, tinha aperfeiçoado na escola veneziana, achando que estes dois pintores tinha sequer tomado ainda mais o conhecimento sobre a técnica de pintura e tinha ultrapassado os venezianos em alguns aspectos da cor » .
Desde 1703 mais oito pinturas de Van Dyck também estão presentes na coleção pessoal de Hyacinthe Rigaud:
A grande Madonna com anjos.
Um esboço de um burgomestre de Bruxelas.
Um esboço de uma virgem.
Um menino dormindo.
A cara de um espanhol.
Um auto-retrato.
A Fortune.
Uma suposição.
Homenagem
Geralmente se vestem com casaco preto ou cinza e uma ferida roquelaure escarlate e adornada com botões de ouro, vestindo um chapéu de castor e armado com sua bengala com o pico de alça, Hyacinthe Rigaud pequenos salões frequentados e foi discreto " Ele tinha um grande coração, era um marido terno, um amigo sincero, útil, essencial, de generosidade incomum, uma piedade exemplar e agradável e instrutiva conversa, fez quando ele era conhecido e quanto mais ele freqüentava, mais agradável era seu contato, um homem, em suma, que conseguiu chegar a um grau tão elevado de perfeição em seu ofício e merecem honestidade como distinções e honrarias reconhecidas todas as cortes da Europa tinha concedido em vida e depois de sua morte, apesar de todas as pessoas justas e veneração que os artistas têm sempre a sua memória ".
Estes doces palavras de seu afilhado padrinho pode ser adicionado a um amigo fiel, o historiador da Academia Hendrick Van Hulst:

## Trabalho
Obras do artista são muito numerosos. Manuscritos recolhidos nos livros de contas do artista foram revisados e publicados por Joseph Romano, em 1919, sob o título "Livre de raison.